# 八所镇
八所镇是中华人民共和国海南省东方市下辖的一个镇，得名于明海南衛昌化守御千户所的第八百户所（今八所村），是东方市的主城区。

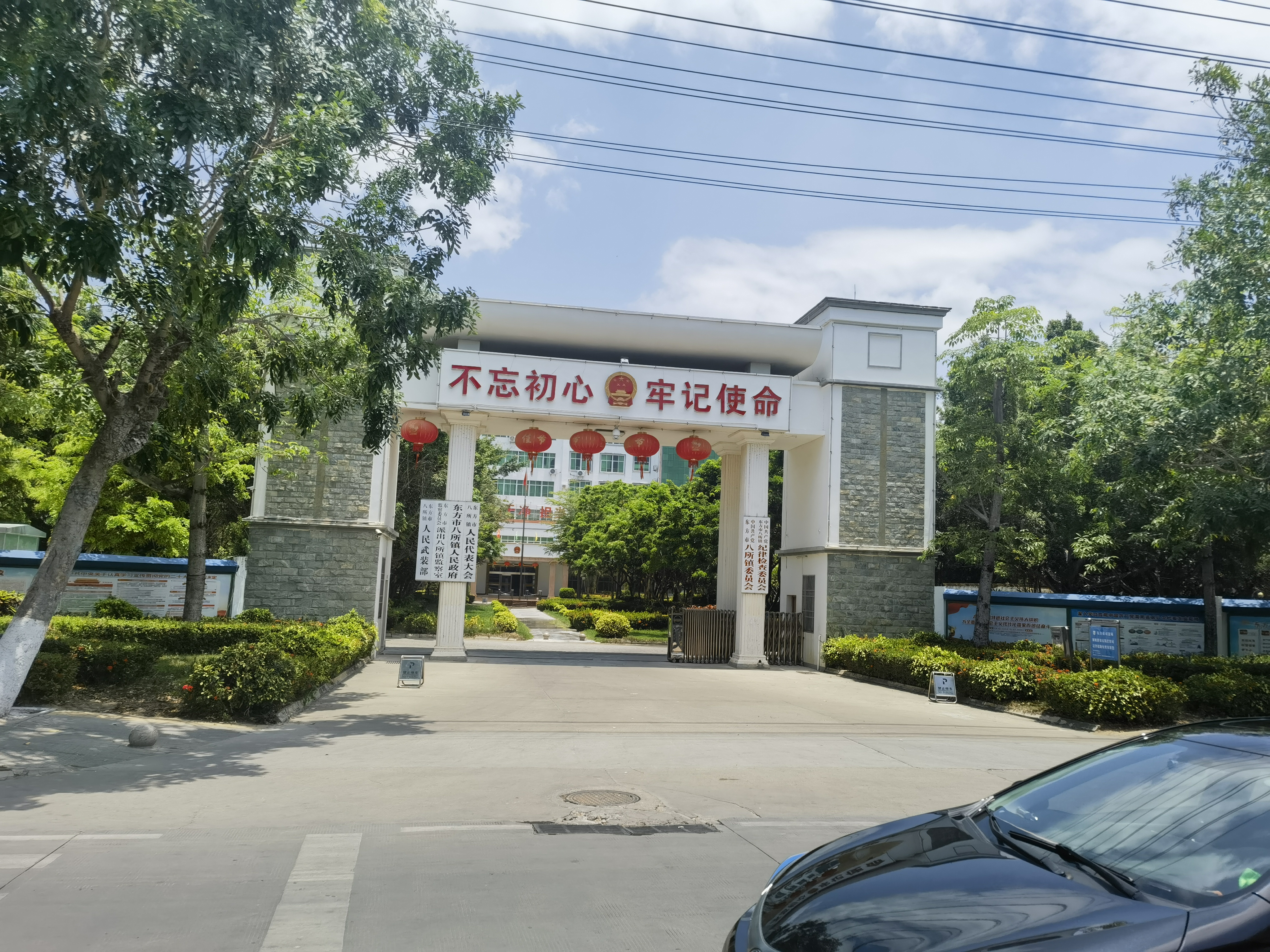
八所镇政府大楼

昌化守御千户所的其余一些百户所也在八所镇的管辖范围之内，如十所村卽在今東方臨港產業園（原大南村 ）附近，均屬东方主城区南緣；而原第三百戶所（农科路以東）今已成爲东方主城区的核心地段。

## 区块与语言文化
原石栏村、苏屋村、三所村与八所村、新港一带构成八所老城区，系东方市政府驻地；以南十所村、原大南村一带是工业区，原属罗带乡，驻那败；以东居龙村、皇宁村一带以房地产为主业，系八所镇政府驻地；以上均为历史上的八所軍話区。
原（北黎）新街镇北黎村又称北黎老街、长兴村，紧邻北黎河，是海南话的方言岛，南洋骑楼众多，1939年日军侵琼时期设军事司令部，1945年至1957年曾是感恩县、昌感县县城，现已破败。北黎河以北地区原属昌化县，通行昌化村话。原罗带乡月村是通行那斗徕话的两个村落之一。

## 經濟
八所港是海南岛最重要的天然深水港口，临近石碌铁矿，附近海域还有丰富的石油天然气资源，因此大力发展了临港天然氣化学工业，并已成为中国最大的化肥、合成氨、甲醇生产基地之一。中海石油化学总部位于该地，为香港交易所上市公司。

## 行政区划
八所镇下辖以下村级行政区划单位：
解放社区、东海社区、琼西社区、友谊社区、滨海社区、福民社区、永安社区、新街社区、墩头社区、港门社区、新北社区、皇宁村、蒲草村、居龙村、八所村、大占坡村、福跃村、报坡村、田庄村、文通村、斯文村、玉章村、北黎村、老官村、唐马园村、那等村、新农村、益兴村、平岭村、昌义村、剪半园村、罗带村、大坡田村、下红兴村、上红兴村、青山村、老欧村、上名山村、下名山村、月村、福久村、那悦村、高排村、十所村和小岭村。
其中，解放社区、东海社区、琼西社区、友谊社区、滨海社区、福民社区、永安社区属八所城区，新街社区、墩头社区、港门社区、新北社区属北黎新街城区。